# Philippe Bozon
Philippe Bozon (* 30. listopadu 1966 v Chamonix, Francie) je bývalý francouzský lední hokejista a v současné době hokejový trenér. Byl prvním francouzským hokejistou, který nastoupil v NHL.

## Klubová kariéra
Jako junior odehrál tři sezóny v severní Americe za Saint-Jean Castors v QMJHL. V roce 1987 se vrátil do francouzské hokejové ligy a hrával v týmech Mont-Blanc Hockey Club, Grenoble Métropole Hockey 38 (v jeho dresu se stal francouzským mistrem v roce 1991) a HC Chamonix.
V letech 1991 až 1994 nastupoval za St. Louis Blues jako útočník především s defenzivními úkoly, příležitostně v útoku s Brettem Hullem. Celkem v NHL nastoupil ke 144 utkáním s bilancí 16 gólů a 25 asistencí. Po návratu hrál ve Francii a druhé švýcarské lize. Největších úspěchů dosáhl v německé hokejové lize v dresu Adler Mannheim, kterým v letech 1997, 1998 a 1999 významnou měrou přispel ke třem německým titulům v řadě. Závěr kariéry odehrál ve švýcarské hokejové lize za HC Lugano a Servette Ženeva.

## Reprezentace
Francii reprezentoval na čtyřech olympijských hrách (v letech 1988, 1992, 1998 a 2002) a jedenácti světových šampionátech. Na olympijských hokejových turnajích vstřelil celkem 14 gólů a zaznamenal 9 asistencí.

## Kariéra trenérská
Působí jako trenér (mimo jiné francouzská juniorská reprezentace), v roce 2010 trénoval HC Lugano.

## Ocenění
V roce 2008 byl jmenován členem Síně slávy Mezinárodní hokejové federace.

## Klubové statistiky
| Sezona                | Klub                          | Soutěž                | Základní část | Základní část | Základní část | Základní část | Základní část | Play off | Play off | Play off | Play off | Play off |
| Sezona                | Klub                          | Soutěž                | Z             | G             | A             | B             | TM            | Z        | G        | A        | B        | TM       |
| --------------------- | ----------------------------- | --------------------- | ------------- | ------------- | ------------- | ------------- | ------------- | -------- | -------- | -------- | -------- | -------- |
| 1984/85               | Castors de Saint-Jean         | QMJHL                 | 67            | 32            | 50            | 82            | 82            | 5        | 0        | 5        | 5        | 4        |
| 1985/86               | Castors de Saint-Jean         | QMJHL                 | 65            | 59            | 52            | 111           | 72            | 10       | 10       | 6        | 16       | 16       |
| 1985/86               | Peoria Rivermen               | IHL                   | –             | –             | –             | –             | –             | 5        | 1        | 0        | 1        | 0        |
| 1986/87               | Castors de Saint-Jean         | QMJHL                 | 25            | 20            | 21            | 41            | 75            | 8        | 5        | 5        | 10       | 30       |
| 1986/87               | Peoria Rivermen               | IHL                   | 28            | 4             | 11            | 15            | 17            | –        | –        | –        | –        | –        |
| 1987/88               | Mont-Blanc Hockey Club        | LM                    | 18            | 11            | 15            | 26            | 34            | –        | –        | –        | –        | –        |
| 1988/89               | Mont-Blanc Hockey Club        | LM                    | 29            | 22            | 36            | 58            | 56            | –        | –        | –        | –        | –        |
| 1989/90               | Brûleurs de Loups de Grenoble | LM                    | 36            | 45            | 38            | 83            | 34            | 6        | 4        | 3        | 7        | 2        |
| 1990/91               | Brûleurs de Loups de Grenoble | LM                    | 26            | 22            | 16            | 38            | 16            | 10       | 7        | 8        | 15       | 8        |
| 1991/92               | HC Chamonix                   | LM                    | 10            | 12            | 8             | 20            | 20            | –        | –        | –        | –        | –        |
| 1991/92               | St. Louis Blues               | NHL                   | 9             | 1             | 3             | 4             | 4             | 6        | 1        | 0        | 1        | 27       |
| 1992/93               | Peoria Rivermen               | IHL                   | 4             | 3             | 2             | 5             | 2             | –        | –        | –        | –        | –        |
| 1992/93               | St. Louis Blues               | NHL                   | 54            | 6             | 6             | 12            | 55            | 9        | 1        | 0        | 1        | 0        |
| 1993/94               | St. Louis Blues               | NHL                   | 80            | 9             | 16            | 25            | 42            | 4        | 0        | 0        | 0        | 4        |
| 1994/95               | St. Louis Blues               | NHL                   | 1             | 0             | 0             | 0             | 0             | –        | –        | –        | –        | –        |
| 1994/95               | Brûleurs de Loups de Grenoble | LM                    | 21            | 8             | 20            | 28            | 42            | –        | –        | –        | –        | –        |
| 1995/96               | HC La Chaux-de-Fonds          | NLB                   | 40            | 44            | 38            | 82            | 58            | –        | –        | –        | –        | –        |
| 1996/97               | HC Lausanne                   | NLB                   | 23            | 17            | 15            | 32            | 89            | –        | –        | –        | –        | –        |
| 1996/97               | Adler Mannheim                | DEL                   | 22            | 11            | 7             | 18            | 6             | 9        | 6        | 9        | 15       | 2        |
| 1997/98               | Adler Mannheim                | DEL                   | 41            | 20            | 17            | 37            | 36            | 11       | 5        | 5        | 10       | 18       |
| 1998/99               | Adler Mannheim                | DEL                   | 51            | 17            | 30            | 47            | 66            | 12       | 4        | 5        | 9        | 30       |
| 1999/00               | HC Lugano                     | NLA                   | 44            | 13            | 31            | 44            | 73            | 12       | 9        | 6        | 15       | 37       |
| 2000/01               | HC Lugano                     | NLA                   | 41            | 18            | 26            | 44            | 42            | 10       | 7        | 2        | 9        | 6        |
| 2001/02               | HC Servette Genève            | NLA                   | 31            | 24            | 35            | 59            | 22            | –        | –        | –        | –        | –        |
| 2002/03               | HC Servette Genève            | NLA                   | 43            | 19            | 19            | 38            | 47            | –        | –        | –        | –        | –        |
| 2003/04               | HC Servette Genève            | NLA                   | 43            | 12            | 28            | 40            | 18            | 6        | 1        | 0        | 1        | 4        |
| 2004/05               | HC Servette Genève            | NLA                   | 38            | 12            | 27            | 39            | 55            | 4        | 1        | 2        | 3        | 0        |
| 2005/06               | HC Servette Genève            | NLA                   | 9             | 2             | 0             | 2             | 6             | –        | –        | –        | –        | –        |
| QMJHL celkem          | QMJHL celkem                  | QMJHL celkem          | 157           | 111           | 123           | 234           | 229           | 23       | 15       | 16       | 31       | 50       |
| IHL celkem            | IHL celkem                    | IHL celkem            | 32            | 7             | 13            | 20            | 19            | 5        | 1        | 0        | 1        | 0        |
| IHL celkem            | IHL celkem                    | IHL celkem            | 63            | 18            | 33            | 51            | 45            | 2        | 0        | 0        | 0        | 2        |
| Ligue Magnus celkem   | Ligue Magnus celkem           | Ligue Magnus celkem   | 140           | 120           | 133           | 253           | 202           | 16       | 11       | 11       | 22       | 10       |
| Nationalliga B celkem | Nationalliga B celkem         | Nationalliga B celkem | 63            | 61            | 53            | 114           | 147           | –        | –        | –        | –        | –        |
| Nationalliga A celkem | Nationalliga A celkem         | Nationalliga A celkem | 249           | 100           | 166           | 266           | 263           | 32       | 18       | 10       | 28       | 47       |
| DEL celkem            | DEL celkem                    | DEL celkem            | 114           | 48            | 54            | 102           | 108           | 32       | 15       | 19       | 34       | 50       |
| NHL celkem            | NHL celkem                    | NHL celkem            | 144           | 16            | 25            | 41            | 101           | 19       | 2        | 0        | 2        | 31       |